# 웨이브급 급유함
웨이브급 급유함(Wave class tanker)은 영국 해군 보조 함대가 운용하고 있는 대형 급유함이다. 

## 같이 보기
- 서플리급 고속 전투 지원함
- 헨리 J 카이저급 급유함
- 도와다급 보급함
- 천지급 군수지원함
- 마슈급 보급함
- 903형 종합 보급함